# De avonden (film)
Pour plus de détails, voir Fiche technique et Distribution.
De avonden (littéralement « les soirs ») est un film néerlandais réalisé par Rudolf van den Berg, sorti en 1989.

## Synopsis
En 1946, les dix derniers jours de la vie de Frits van Egters.

## Fiche technique
- Titre : De avonden
- Réalisation : Rudolf van den Berg
- Scénario : Rudolf van den Berg et Jean Ummels d'après le roman Les Soirs : Un récit d'hiver de Gerard Reve
- Musique : Bob Zimmerman
- Photographie : Willy Stassen
- Montage : Mario Steenbergen
- Production : René Solleveld et Peter Weijdeveld
- Société de production : Concorde Film, Nederlandse Omroepstichting (NOS) et Praxino Pictures
- Société de distribution : Concorde Film (Pays-Bas)
- Pays :  Pays-Bas
- Genre : drame
- Durée : 122 minutes
- Dates de sortie : 
  -  Pays-Bas : 8 décembre 1989

## Distribution
- Thom Hoffman : Frits van Egters
- Rijk de Gooyer : Vader
- Viviane De Muynck : Moeder
- Pierre Bokma : Maurits
- Elja Pelgrom : Bep
- Dela Maria Vaags : Pim
- Jobst Schnibbe : Wim
- Gijs Scholten van Aschat : Viktor
- Kees Hulst : Joop
- Gwen Eckhaus : Ina
- Gijs de Lange : Jaap
- Hilde de Mildt : Joosje
- Sylvia de Leur : Stien
- Leen Jongewaard : Arie
- Cees van Oyen : Wening

## Distinctions
Le film a reçu 3 nominations aux Veaux d'or et a remporté 2 prix : Meilleur film et Meilleur acteur pour Thom Hoffman. Il a également été sélectionné comme représentant des Pays-Bas pour l'Oscar du meilleur film en langue étrangère mais n'a pas a été nommé.